# Golf de Cannes-Mougins
Le golf de Cannes-Mougins est un parcours de golf de 18 trous situé dans la ville de Mougins, à 20 minutes environ de Cannes, dans la région Provence-Alpes-Côte d'Azur. 
Conçu par Harry Colt, il a été classé comme un des plus beaux parcours de golf en France par le site lecoingolf.fr.